# Naburimani
Naburimani (inaczej Naburianos, Naburiannuos, Naburiannu lub Naburimannu) (działał w 491 p.n.e. w Babilonie) – syn Balatu, potomek kapłana boga-księżyca. Najstarszy ze znanych z nazwiska astronomów babilońskich. Strabon nazywa go Naburianosem. 
Autor tzw. systemu A, czyli grupy efemeryd określających położenie Księżyca, Słońca i planet w dowolnym czasie. Dane te opierały się na obserwacjach prowadzonych przez wiele lat, lecz nie były zbyt dokładne. Około 100 lat później zostały zastąpione przez system B opracowany przez Kidinnu, zawierające dokładną matematyczną procedurę obliczania położenia ciał niebieskich. Systemy te były stosowane w astronomii od 250 do 50 roku p.n.e.
Do osiągnięć Naburimaniego należało również obliczenie długości miesiąca synodycznego, który według astronoma trwa 29,530614 dnia.
Jego system wyliczeń i tworzenia tabel (tablice z 17 lub 18 kolumnami) został wyłożony w podręczniku, który został następnie skopiowany przez Seleucydów. Druga kolumna tabeli zawierała zmienną pozorną średnicę tarczy księżyca. Wyliczenie Naburimanniego było dość dokładne, znacznie dokładniejsze niż oceny Ptolemeusza, Kopernika, a nawet Keplera (gdy nie posłużył się jeszcze teleskopem).